# اوپنهایمر ۶۷۰۸۵
سیارک ۶۷۰۸۵ (به انگلیسی: 67085 Oppenheimer، نامگذاری:2000AG42) شصت و هفت هزار و هشتاد و پنجمین سیارک کشف شده‌است که در ۴ ژانویه ۲۰۰۰ کشف شد.